# 赤田勲
赤田 勲（あかだ いさお、1962年 - ）は、兵庫県西宮市生まれのゲームクリエイター。現在コナミデジタルエンタテインメント（KDEJ）から発売されている野球ゲームソフト『実況パワフルプロ野球』シリーズの開発者として知られる。

## 来歴・人物
1985年、大阪電気通信大学工学部電子工学科を卒業。卒業後、コナミ工業に入社。悪魔城ドラキュラなどMSX用ゲームソフトのプログラマーを務める。
1991年、豊原浩司らとともにX68000用ゲームソフト『生中継68』を開発・発表。3年後の1994年に生中継68を元に新たに開発されたスーパーファミコン用ソフト『実況パワフルプロ野球'94』を発表。以降、同作品を中心とするパワプロシリーズでチーフディレクター、プロデューサーとして活躍。その間、コナミ神戸開発部→コナミコンピュータエンタテインメント大阪（KCEO）へ異動。
2001年には同作品のエッセンスを引き継いだ『プロ野球JAPAN2001』をプロデュース。以降同作品の流れは、現在の『プロ野球スピリッツシリーズ』へと繋がっている。
『パワプロ』シリーズから離れた後は、ゴルフゲーム『カットビ!!ゴルフ』のプロデューサーを務め、KCEOコンシューマーソフトウェア事業部プロデューサー兼制作推進室マネージャーとなり、日本野球機構など外部との交渉役などを務める。
阪神甲子園球場の近くで生まれ育ったこともあって、熱烈な阪神ファン。応援団に入っていたこともある。
最初に『パワプロ』の企画書を提出する際、二頭身キャラクターの走る様から「てけてけプロ野球」のタイトルにしたため、上司に30分の説教を受けたことがある。

## 主な作品
- 悪魔城ドラキュラ（MSX版）
- 生中継68
- 実況パワフルプロ野球（パワプロ）シリーズ（'94,2 - 8ほか）
- パワプロクンポケットシリーズ（パワポケ）（1 - 4） - プロデューサー
- プロ野球JAPAN2001 - プロデューサー
- THE BASEBALL 2002 バトルボールパーク宣言 - プロデューサー
- カットビ!!ゴルフ - プロデューサー
- プロ野球スピリッツ2004 - ライセンス担当